# Шрага Бар
Шрага Бар (івр. שרגא בר; нар. 24 березня 1948, Гофсгеймер, Німеччина) — ізраїльський футболіст, захисник.

## Клубна кар'єра
Шрага Бар народився 24 березня 1948 року в місті Гофсгеймер, Німеччина. У 1949 році емігрував до Ізраїлю. Розпочав займатися футболом у 9-річному віці в дитячій команді клубу «Маккабі» (Нетанья). А в 1965 році оновив клубний рекорд, коли 15-річним був переведений до першої команди. У першому сезоні був гравцем резерву. В цей період «Маккабі» переживав період нестабільності: від чемпіонства, в 1969 році, до боротьби за виживання.
Захисник також був частиною команди, яка в 1971 році виграла ізраїльський чемпіонат і того ж року завоював Суперкубок Ізраїлю. Це був його перший чемпіонський титул. У 1974 році вдруге в своїй кар'єрі став володарем Суперкубку. В 1974 та 1978 роках разом з «Маккабі» знову став переможцем чемпіонату, а в 1975 році став віце-чемпіоном Ізраїлю. При цьому в сезоні 1977/78 років у складі команди оформив «золотий дубль», вигравши національний кубок та чемпіонат. Після цього успіху залишив команду та перейшов до «Хапоеля» (Рамат-Ган), в складі якого відіграв останній сезон у професіональній кар'єрі.

## Кар'єра в збірній
У 1966 році він представляв молодіжну команду Ізраїлю в Бангкоку та в 1967 році в Південній Кореї.
У 1968 році отримав дебютний виклик до національної збірної на товариський поєдинок проти Північної Ірландії, який проходив на стадіоні Блумфілд. Того ж року взяв участь в Олімпійських іграх у складі ізраїльської збірної. Окрім цього, відзначився голом у воротах Сальвадору, після виходу на поле замість Їшааяху Швагера. Бар також зіграв 3 матчі на груповому етапі Чемпіонат світу 1970 року в Мексиці, 2 з яких — у стартовому складі. Загалом у футболці головної збірної країни зіграв 34 матчі та відзначився одним голом.

## Особисте життя
У Нетанії Шрага виступав разом зі своїм братом, Хаїмом Баром, який також був гравцем національної збірної Ізраїлю.

## Досягнення
«Маккабі» (Нетанья)
- Прем'єр-ліга (Ізраїль)
  -  Чемпіон (3): 1971, 1974, 1978
  -  Срібний призер (1): 1975

- Кубок Ізраїлю
  -  Володар (1): 1978

- Суперкубок Ізраїлю
  -  Володар (2): 1971, 1974